# Průpověď
Průpověď (neboli propověď, mravní průpověď či sentence) je výrok obsahující hutně až jadrně formulovanou myšlenku v podobě všeobecné pravdy, mravní zásady nebo závažného až nadčasového soudu. Může být veršovaná.

## Rozdíl oproti jiným žánrům
Oproti epigramu postrádá satirické vyhrocení. Oproti přísloví nejde o útvar lidové slovesnosti, má známého autora.